# Acanthops chocoensis
Acanthops chocoensis es una especie de mantis de la familia Acanthopidae.

## Distribución geográfica
Se encuentra en Colombia.